# Djingis khans grav

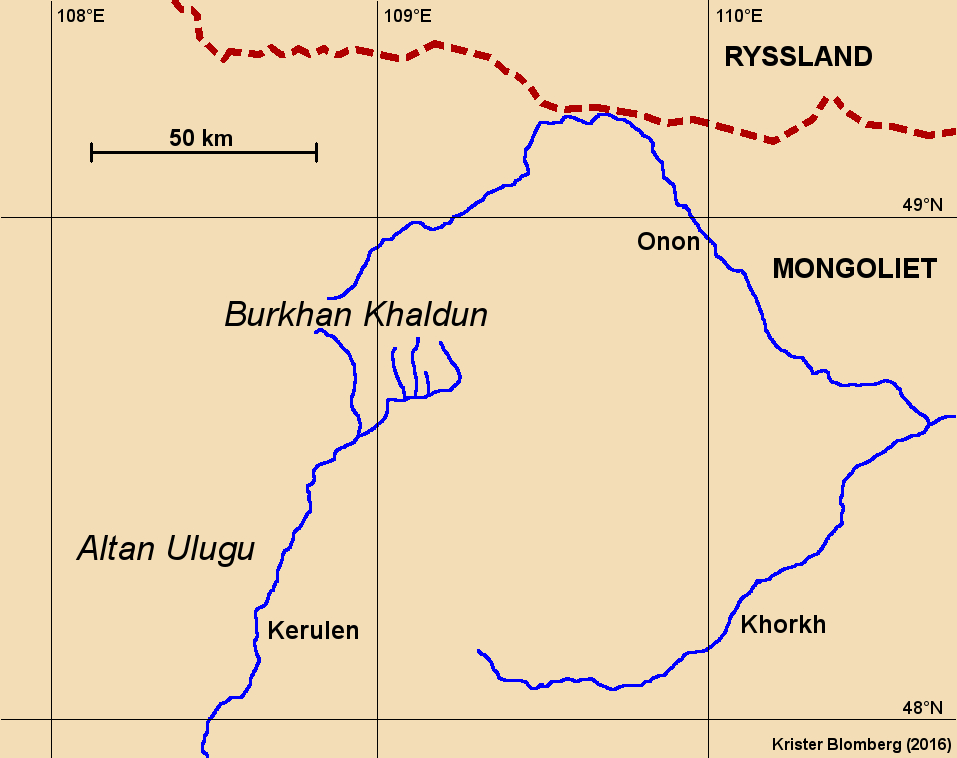
Karta över området vid platsen för Djingis khans förmodade grav

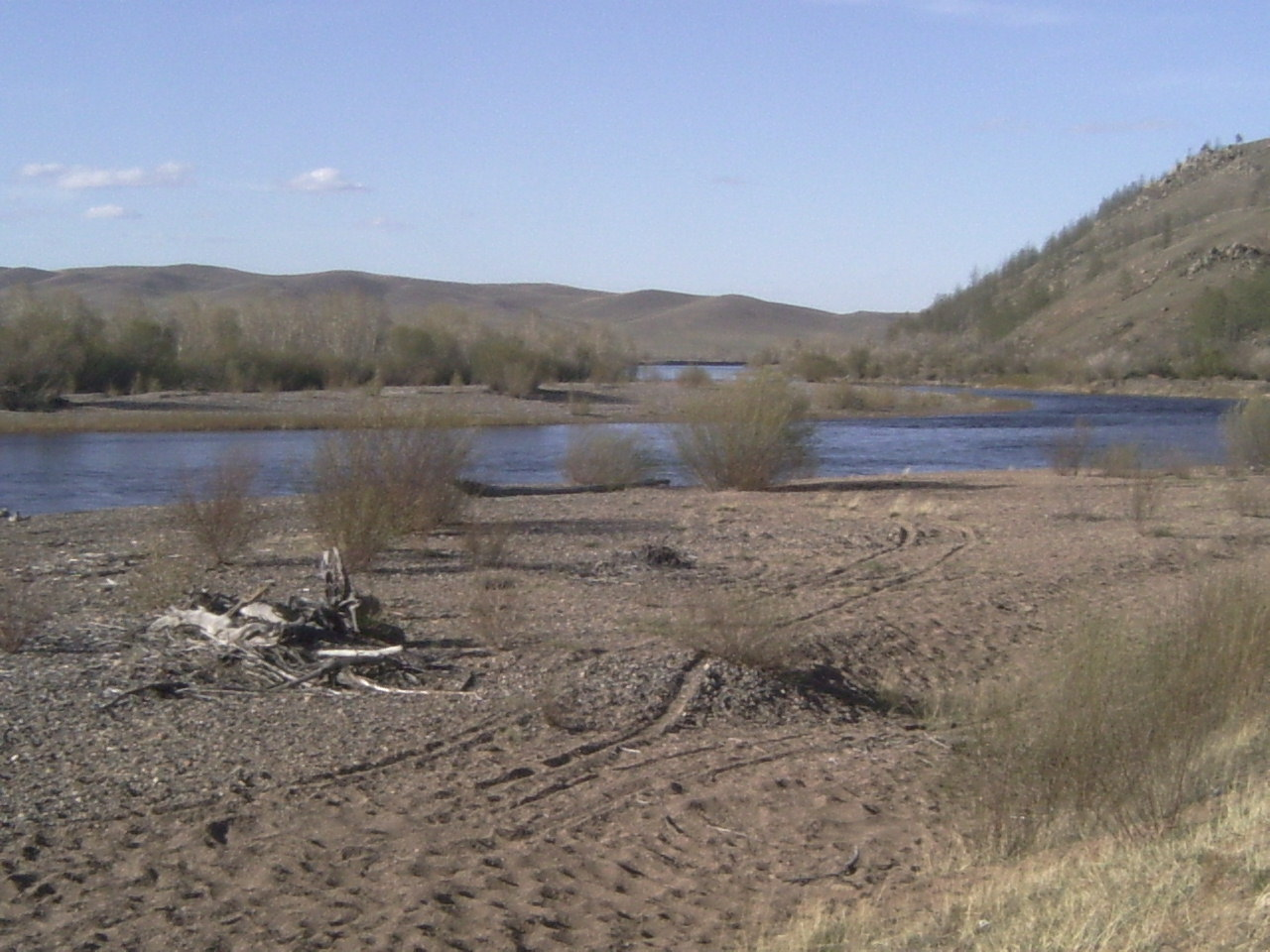
Floden Onon, vid berget Burkhan Khaldun som är den förmodade begravningsplatsen för Djingis khan.

Djingis khans grav eller Qiniandalen (起辇谷; Qǐniǎngǔ) är den ännu ej lokaliserade gravplatsen för mongolväldets grundare Djingis khan (död 1227) och de efterföljande kejsarna av den kinesiska Yuandynastin. Det är flera historiska källor som pekar mot att platsen finns i anslutning till berget Burkhan Khaldun 180 km nordost om Ulan Bator i norra Mongoliet.

## Mongolisk begravningstradition
Även om mongolerna med tiden anammade en del av de kinesiska traditionerna under Yuandynastin så behölls de nomadiska begravningstraditionerna för adelsmännen. Enligt dessa traditioner ska en adelsman begravas på en hemlig plats och jorden som täcker graven ska bli övertrampad av tusentals hästar. Därefter ska gravplatsen vara tungt bevakat tills att nytt gräs växt upp över graven det kommande året.
Efter att Djingis khan avlidit i augusti 1227 under belägringen av Yinchuan i Ningxia i Kina transporterades hans kropp hem till mongolernas hemmamarker. Han begravdes enligt den nomadiska traditionen utan någon form av monument som markerade graven. Någon ytterligare information finns inte.
I brist på information har det uppkommit många historier om hur begravningen gick till, varav en vanlig variant är att soldaterna i gravföljet dödade alla människor och djur som de mötte på vägen. Efter begravningen red 800 ryttare över platsen för att dölja alla spår. Dessa soldater och ryttare blev sedan dödade av en ny grupp soldater, som i sin tur även de blev avrättade. Efter alla avrättningarna av alla som kunnat veta något om gravplatsen spärrades ett mycket stort område av så att ingen obehörig kom in. En del historier berättar även att en flod skulle ha letts om för att dölja graven.

## Historiska referenser

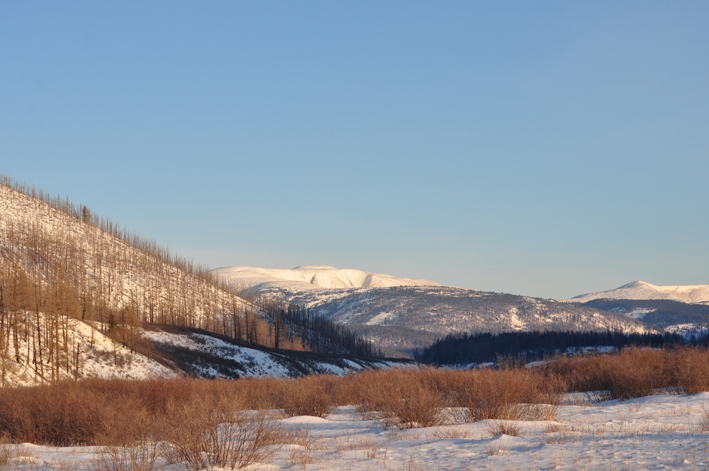
Berget Burkhan Khaldun.

De kinesiska källorna beskriver att berget Burkhan Khaldun (som är en del i Khentiibergen) 48°47′0″N 109°9′0″Ö / 48.78333°N 109.15000°Ö var Ikh Khorig, "Det stora tabut" (大禁忌). Det fanns många områden som var Khorig, men med tillägget  Ikh, "Det stora", så betyder det den plats där Djingis khan och hans ättlingar är begravda. Burkhan Khaldun var ett mycket betydelsefullt berg för Djingis khan som han besökte flera gånger. I Yuan shi (元史), den officiella historieskrivningen om Yuandynastin som skrevs i inledningen av den efterföljande Mingdynastin (1368–1644) står det att begravningsplatsen för Yuandynastins kejsare var i Qiniandalen (起辇谷). Dessvärre finns det ingen plats i närheten av Burkhan Khaldun som har ett namn som liknar detta. "Qinian" (起辇) betyder direktöversatt "Kejsarens vagn ger sig av" och "谷" betyder "dal".
År 1232 och 1235 skickade Songdynastin två ambassadörer, Peng Daya och Xu Ting, till Djingis khans efterträdare Ögödei, som hävdar att de sett Djingis khans grav. Peng Daya rapporterade att: "Mongoliska gravar har ingen gravhög. Hästar får trampa ner ytan tills den är jämn med sin omgivning. Bara vid Temüjins gravplats finns pålar (eller pilar) resta till ett staket i en cirkel mer än 30 li och vaktades av ryttare." En kollega till Peng Daya rapporterade: "Jag såg att Temüjins grav var vid sidan av floden Lugou omgiven av berg och floder. Enligt traditionen, Temüjins var född här och därför begravd här, men jag vet inte om detta är sant.".

"Temüjin" är Djingis khans födelsenamn. 30 li är ungefär 15 km, men det är oklart om måttet anger diametern eller omkretsen av området. Lugou (滤沟) är ett annat namn på floden Kerulen. Enligt Mongolernas hemliga historia föddes Djingis khan vid floden Onon, som rinner upp i Burkhan Khaldun.
Marco Polo (1254-1324) beskriver ytligt i sin reseberättelse Djingis khans död och begravning. Han beskriver att Djingis khan begravdes vid berget "Altai". "Altai" syftar sannolikt inte på bergskedjan Altaj, utan betyder mer sannolikt "Altan Ulugu" som är ett berg 100 km nordost om Ulan Bator. 48°20′0″N 108°20′0″Ö / 48.33333°N 108.33333°Ö och några mil sydväst om Burkhan Khaldun.
| ”                            | [..] till dess han slutligen vid belägringen av en borg vid namn Thai-gin träffades i knäet av en pil, av vilket sår han dog. Han begravdes i berget Altai. | „ |
| – Marco Polo om Djingis khan | |   |

Även i Juvelbesatta krönikan (Erdeni-yin Tobchi) av Sagan Sechen från 1662 beskrivs Djingis khans grav och Altai nämns:
"[…] några säger att kroppen begravdes vid Burkhan Khaldun, medan några säger att den begravdes vid en plats som heter Yeke Ötög, på norra sidan av Altaiberget, och på södra sidan av Khentiibergen."

## Arkeologi
Området Ikh Khorig, "Det stora tabut", har mer eller mindre konstant varit avspärrat sedan 1227, och det var först 1989 som arkeologer fick tillträde.
De första arkeologerna som undersökte området var japaner som från våren 1990 under arbetsnamnet "Treflodsprojektet" utförde undersökningar med markpenetrerande radar. Det hittades 1 380 underjordiska håligheter som skulle kunna vara gravar för mongoliska ämbetsmän. Ingen av dessa potentiella fyndplatser har grävts ut då de mongoliska myndigheterna är mycket restriktiva med att tillåta utgrävningar i området. Även hittades den historiska huvudstaden Avraga. Arbetet fick avslutas 1993 efter att en enkät gjord i Ulan Bator visat motstånd mot projektet
Maury Kravitz undersökte området 2001 till 2002 utan några direkta resultat. 2004 presenterades att Djingis khans palats hade hittats ungefär 240 kilometer öster om Ulan Bator, vilket gav förhoppning om att gravplatsen skulle vara i närområdet. Artefakter utgrävda på den arkeologiska lokalen såsom rituella offer av hästar indikerar att graven kan finnas i närområdet. De historiska beskrivningarna av landskapet matchar också området runt platsen.
Albert Yu-Min Lin har utforskat området baserat extremt högupplösta satellitfoton. Med start juni 2010 granskade han med hjälp av 10 000 volontärer över 84 000 detaljerade foton som täcker en yta av 6 000 km2. Resultatet som publicerades i december 2014 är 55 potentiella fyndplatser som undersöktes av en grupp ledd av National Geographic, men ingen fysisk utgrävning gjordes.
På en av Burkhan Khalduns toppar 48°44′44″N 109°0′37″Ö / 48.74556°N 109.01028°Ö finns en ca 250 m bred platåformad artificiell kulle. Kullens form har likheter med den platå som finns på toppen av gravpyramiden Weiling utanför Xi'an i Kina, som tillhör den kinesiska kejsar Yuandi (75–33 f.Kr.) från Handynastin. Sannolikt har Djingis khan besökt Handynstins kejsargravar, och en teori är att kullen på Burkhan Khaldun är Djingis khans grav med ett utförande inspirerat från Kina.